# 遠藤浩輝
遠藤 浩輝（えんどう ひろき、1970年11月3日 - ）は、日本の漫画家。男性。秋田県出身。武蔵野美術大学造形学部油絵科出身。作品に『EDEN 〜It's an Endless World!〜』などがある。

## 来歴
在学中の1995年、「カラスと少女とヤクザ」がアフタヌーン四季賞秋のコンテストで四季賞に入賞し、漫画家としてデビュー。続く冬のコンテストで「きっとかわいい女の子だから」により四季大賞を受賞。この2作品は『月刊アフタヌーン』に2号連続で掲載されている。
その後読み切り作品「プラットホーム」、「神様なんて信じていない僕らのために」を経て、1997年より同誌にてSF長編「EDEN」の連載を開始。2008年8月号の最終話まで10年を超える長期連載となった。2009年、星雲賞コミック部門にノミネート。
作品は一貫して「生きることの痛み」を表現していると評されており（下記参考文献より）、死や性を直視したストーリーを特徴としている。作中でかなり直接的な性描写を行うことが多く、読み切り作品「Hang」（『遠藤浩輝短編集2』収録）では行き過ぎた描写のため単行本収録の際に原稿の一部が差し替えられている。

## 人物
- 『月刊アフタヌーン』の作者近況欄では、デビュー以来しばしば世相への皮肉や自身の私生活の暴露などを含む特徴的な長文を寄せている。
- 格闘技ファンであり、『メカビ』（講談社）では格闘技に関するイラスト付きコラム「判定試合上等!」を掲載している。また、「オールラウンダー廻」の連載以降、総合格闘技関係の雑誌での取材を受けるようになった。
- 沙村広明と親交があり、『EDEN』第6巻巻末には沙村によるイラストが、『無限の住人』第12巻巻末には遠藤によるイラストが掲載されている。
- 新世紀エヴァンゲリオンに強く影響を受けたようで「自分がやりたいことは、この庵野という人がすべてやってくれるのでは？」というほどの衝撃を受けたという。また、「エヴァ」を最終回まで見て、「不満は全くないが、どこかで自分の気持ちが『エヴァ』からこぼれ落ちていた」と感じたことが「EDEN」の執筆動機の一つになったという。
- 実質上デビュー作「きっとかわいい女の子だから」のタイトルは、BLANKEY JET CITYの「悪いひとたち」の一節から引用している。また、『EDEN』にも、このバンドのフロントマンである浅井健一をモデルにした「浅井健二」が重要人物として登場している。ストーリーに関しても「悪いひとたち」や「鉄の月」といった代表曲の詩からの影響がうかがえる。

## 作品リスト

### 漫画作品

#### 連載
- EDEN 〜It's an Endless World!〜（『月刊アフタヌーン』1997年 - 2008年）
- メルトダウン（『アフタヌーンシーズン増刊』2002年、連載中断）
  - 第一話「EPIGONEN」（『アフタヌーン』3月号増刊 Spring Vol.10）
  - 第二話「NEUTRAL SEX」（前編）（7月号増刊 仲夏号 Vol.12）
  - 第三話「NEUTRAL SEX」（後編）（9月号増刊 初秋号 Vol.13）
- 判定試合上等！（『メカビ』2006年Vol.1 - 連載中断）
- オールラウンダー廻（『イブニング』2008年 - 2016年[3]）
- ソフトメタルヴァンパイア（『月刊アフタヌーン』2016年[4] - 2018年）
- 愚者の星（『月刊少年マガジン』2019年9月号[5] - 2022年5月号[6]）
- 無敗のふたり（『月マガ基地』2024年4月9日[7] - 連載中、『月刊少年マガジン』2024年11月号[8] - ） - 好評により『月刊少年マガジン』でも連載化[8]

#### 読み切り
- カラスと少女とヤクザ（『月刊アフタヌーン』1996年） - 『遠藤浩輝短編集』1巻に収録。
- きっとかわいい女の子だから（『月刊アフタヌーン』1996年） - 『遠藤浩輝短編集』1巻に収録。
- プラットホーム（『月刊アフタヌーン』1996年） - 『遠藤浩輝短編集』2巻に収録。
- 神様なんて信じていない僕らのために（『月刊アフタヌーン』1997年） - 『遠藤浩輝短編集』1巻に収録。
- 女子高生2000（『アフタヌーンシーズン増刊』1999年） - 『遠藤浩輝短編集』2巻に収録。
- Hang（『アフタヌーンシーズン増刊』2000年） - 『遠藤浩輝短編集』2巻に収録。
- catch as catch can（『週刊ヤングマガジン』2号、2003年） - 単行本未収録。
- Hang II（『月刊COMICリュウ』2006年） - 単行本未収録。
  - 前編（11月号 Vol.1）
  - 〜ズレ違い〜 後編（12月号 vol.2）
    - 初出『日本ふるさと沈没』（2006年、徳間書店）の「Sink←→Float（すれ違い）」に加筆（2006年、徳間書店）

### 書籍
- 『EDEN 〜It's an Endless World!〜』、講談社〈アフタヌーンKC〉1998年 - 2008年、全18巻
- 『遠藤浩輝短編集』、講談社〈アフタヌーンKC〉1998年 - 2002年、全2巻
  1. 1998年4月21日発売[9]、ISBN 978-4-06-314175-7
  2. 2002年9月18日発売[10]、ISBN 978-4-06-314275-4
- 『オールラウンダー廻』、講談社〈イブニングKC〉2009年 - 2016年、全19巻
- 『ソフトメタルヴァンパイア』、講談社〈アフタヌーンKC〉2016年 - 2019年、全6巻
- 『愚者の星』、講談社〈KCデラックス〉2019年 - 2022年、全8巻
  1. 2019年12月9日発売[11]、ISBN 978-4-06-518134-8
  2. 2020年4月23日発売、ISBN 978-4-06-519139-2
  3. 2020年8月17日発売、ISBN 978-4-06-520400-9
  4. 2020年12月17日発売、ISBN 978-4-06-521786-3
  5. 2021年4月15日発売、ISBN 978-4-06-522779-4
  6. 2021年8月17日発売、ISBN 978-4-06-524230-8
  7. 2022年1月17日発売、ISBN 978-4-06-526223-8
  8. 2022年5月17日発売、ISBN 978-4-06-527158-2
- 『無敗のふたり』、講談社〈KCデラックス〉2024年 - 、既刊3巻（2025年5月16日現在）
  1. 2024年8月16日発売[12][13]、ISBN 978-4-06-536249-5
  2. 2024年12月17日発売[14]、ISBN 978-4-06-537580-8
  3. 2025年5月16日発売[15]、ISBN 978-4-06-538904-1

### その他
- AIKA（Auleプロデュース日韓合同プロジェクト、2001年） - フィギュア原型 オリジナルイラスト
- ライトジーンの遺産 文庫版（著：神林長平、早川書房、2008年） - カバーイラスト
- 遠藤浩輝のドブ捨て日記（『アフタヌーン』1997年4月号 - 2007年10月号） - 作者近況。